# White Tiger (1923)
White Tiger is een Amerikaanse misdaadfilm uit 1923 onder regie van Tod Browning. Destijds werd de film in Nederland uitgebracht onder de titel De witte tijger.

## Verhaal
Sylvia Donovan, Roy Donovan en graaf Donelli zijn drie meesteroplichters, die rijke huizen beroven met behulp van een mechanische schaakspeler. Sylvia en Roy komen erachter dat ze broer en zus zijn en dat graaf Donelli hun vader heeft vermoord. Sylvia wordt bovendien verliefd op de knappe rechercheur Longworth.

## Rolverdeling
| Acteur           | Personage              |
| ---------------- | ---------------------- |
| Priscilla Dean   | Sylvia Donovan         |
| Matt Moore       | Dick Longworth         |
| Raymond Griffith | Roy Donovan            |
| Wallace Beery    | Graaf Donelli / Hawkes |
| Alfred Allen     | Mike Donovan           |